# NGC 3717
NGC 3717 este o hi (21cm) source⁠(d) situată în constelația Hidra. A fost descoperită în 29 aprilie 1834 de către John Herschel. Se află la o distanță de 19,23 megaparseci de Pământ.